# Ana Bilić

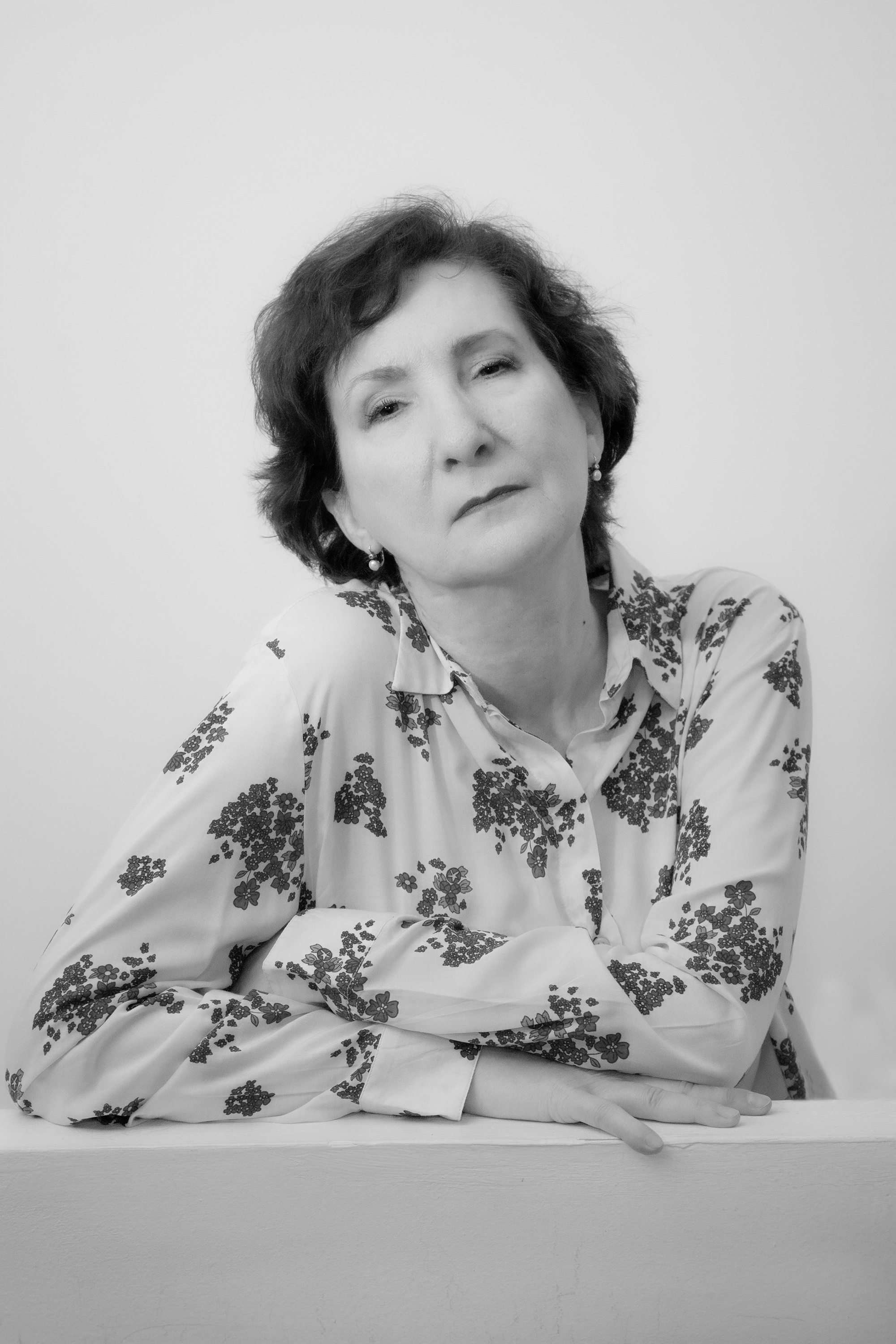
Ana Bilic, 2023

Ana Bilić (* 28. September 1962 in Zagreb) ist eine österreichische Schriftstellerin, Filmemacherin, Theaterautorin und Linguistin.

## Leben
Ana Bilić wurde in Zagreb geboren, wo sie die ersten sieben Jahre ihres Lebens verbrachte. Danach zog sie mit den Eltern und ihrem Bruder nach Kutina und nach weiteren sieben Jahren nach Ivanić-Grad um. Ihr Vater arbeitete zuerst als Staatsanwalt, später als Bezirksrichter, übte die Funktion des Bezirksgerichtspräsidenten aus und später arbeitete er als Rechtsanwalt, ihre Mutter war Hausfrau und nach ihrer Scheidung arbeitete sie als Fabrikarbeiterin und -vorarbeiterin.
Nach der achtjährigen Pflichtschule besuchte Ana Bilić zwei Jahre lang die vorbereitende Mittelschulausbildung in Ivanić-Grad und anschließend in Zagreb die Mittelschule für Verwaltung und Justiz als richtungsweisende Mittelschulausbildung – damals war das Gymnasiumsystem zugunsten fachbezogenes Oberstufenausbildung sog. „Šuvarova reforma“ abgeschafft. Wegen ausgezeichnetem Schulerfolg in der gesamten Mittelschulausbildung wurde sie von der Matura befreit.
Sie studierte Recht an der Juristischen Fakultät in Zagreb und diplomierte 1987. Im dritten Studienjahr immatrikulierte sie an der Fakultät der Politikwissenschaft in Zagreb den Studiengang Journalismus, aber von insgesamt vier Studiensemester besuchte sie nur zwei. Nach dem absolvierten Jurastudium arbeitete sie als Gerichtsanwärterin am Kreisgericht Zagreb und legt 1990 die Rechtsanwaltsprüfung ab. Danach arbeitete sie fünf Jahre lang in der Anwaltskanzlei ihres Vaters als Anwältin. 1992 heiratete sie und 1995 wanderte sie mit ihrem damaligen Ehemann und ihrer gemeinsamen Tochter nach Wien aus.
In der Zeit zwischen 1998 und 2000 besuchte und absolvierte sie das Nostrifikationsstudium der Rechtswissenschaften an der Universität Wien. Während des Studiums war sie tätig als Übersetzerin für gesetzliche Texte des Berliner Verlags Nomos. Als Literaturautorin begann sie zuerst auf Kroatisch zu schreiben und ihre ersten Prosabeiträge erschienen in Periodika wie „Quorum“, „Rival“ und „Plima“. Auch später beteiligte sie sich mit ihren Literaturbeiträgen im Programm der Zeitschriften wie „Književna Rijeka“, „Nova Istra“, in Österreich in „Podium“, „Driesch“ und „Loog“. Im Jahr 1999, als sie schon in Wien sesshaft geworden ist, wurden ihre ersten zwei Prosabücher in Kroatien beim Verlag Konzor unter dem Namen Snježana Bilić veröffentlicht.
Ihr deutsches Prosadebüt „Das kleine Stück vom großen Himmel“ erschien 2002 im deutschsprachigen Raum beim Verlag Hoffmann und Campe unter dem Namen Ana Bilić und seitdem verwendet sie diesen Namen auch für alle weiteren Literaturwerke. Ab der Zeit arbeitet sie als freiberufliche Autorin. Sie ist in zahlreichen Prosa- und Lyrikanthologien vertreten.
Ab 2003 ist sie auch als Literaturübersetzerin tätig und übersetzt Prosawerke von österreichischen und deutschen Autoren in Literaturzeitschriften wie „Književna Rijeka“ (Kroatien), „Riječi“ (Kroatien), „Nova Istra“ (Kroatien), „Riječ“ (Bosnien und Herzegowina). 2005 übersetzte gemeinsam mit Alida Bremer das Lyrikband von Asmir Kujović „Das versprochene Land“ ins Deutsche.
Nach der Veröffentlichung des ersten Romas in Deutsch begann sie auch ihre ersten Theatertexte zu verfassen. Im Jahr 2008 gewann sie den Theaterpreis „Exil Literaturpreis 08 – DramatikeInnenrpreis 2008“ verliehen von den Wiener Wortstaetten (geführt von Hans Escher und Bernhard Studlar) und in dieser Saison 2008/2009 war sie als Stipendiatin der Wiener Wortstaetten tätig. Im selben Jahr besuchte sie einen Crash-Kurs Schauspiel im Rahmen eines VHS-Programms in Wien. Ab 2013 ist sie als Theaterregisseurin tätig und inszeniert in Wien eigene Stücke.
In der 1. Saison der Drehbuchwerkstatt „Diverse Geschichten“, veranstaltet von Witcraft Szenario Wien war sie 2009/2010 Mitglied und 2010 veröffentlichte sie den ersten Kurzfilm „Home Sweet Home“ als Regisseurin und Drehbuchautorin. Danach folgten mehrere Kurzfilme. Im Jahr 2018 besuchte sie das Seminar Filmschnitt und Montage der Münchener Filmwerkstatt und 2019 nahm sie dort am Seminar Filmverleih teil. 2022 folgte ihr erster Langspielfilm „Wenn die Heidelerche singt“, bei dem sie Regie führte, Drehbuch schrieb, Kamerafrau und Co-Cutter war. Ab 2022 ist sie als Programmdirektorin beim Cittador International Film Festival Vienna tätig.
Im Jahr 2010/2011 besuchte Ana Bilić den Seminar Hörspiel und Radiokunst bei Götz Fritsch an der Universität für Musik und darstellende Kunst Wien und beschäftigt sie sich auch mit dem Hörspiel.
Ab 2008 Zeit begann ihre künstlerische Zusammenarbeit mit Danilo Wimmer, dem Komponisten, Musikproduzenten und Sound Designer. Nach der Scheidung von ihrem ersten Ehemann heirateten sie im Jahr 2011. Sie produzieren gemeinsame Filme, Musikvideos, Hörspiele und er übernimmt die Buchgestaltung ihrer Werke, die in ihrem Selbstverlag erscheinen.
Die Tätigkeit im Bereich Sprachen begann bei Ana Bilić bereits 2004. Sie unterrichtet die kroatische Sprache an verschiedenen Sprachinstituten und -akademien in Wien. Im Zeitraum von 2010 bis 2012 war sie im Bereich Literatur und Mehrsprachigkeit tätig und hielt verschiedene Workshops mit Oberstufenklassen in Wien. Ab 2012 wurden ihre Lehrbücher zum Kroatischlernen mit dem Bescheid des BMUKK Österreich in die Schulbuchliste für den Unterrichtsgegenstand Kroatisch aufgenommen. Ab 2015 ist sie Autorin und Herausgeberin der Buch- und Hörbuchserie „Kroatisch leicht“ und „Croatian made easy“.
Ana Bilić arbeitet als freischaffende und freiberufliche Autorin und Filmemacherin in Wien.

## Werke

### Prosa
- Život s voluharicama (Das Leben mit den Wühlmäusen). Surreale Kurzgeschichten. Konzor Verlag, Zagreb 1999, ISBN 953-6317-62-1.
- Knjiga o Takama (Das Buch über Takas). Märchen für Erwachsene. Konzor Verlag, Zagreb 1999, ISBN 953-6317-63-X.
- Das kleine Stück vom großen Himmel. Roman. Hoffmann und Campe Verlag, Hamburg 2002, ISBN 3-455-00373-7.
- Anatomie einer Absicht. Roman. Hollitzer Verlag Wien 2016, ISBN 978-3-99012-294-5.
- Betrachtungen zum Roman „Anatomie einer Absicht“. Edition Ovidia/Selbstverlag, Wien 2020, ISBN 978-3753104348.
- Mein Name ist Monika. Roman. Edition Ovidia/Selbstverlag, Wien 2020, ISBN 979-86-3341867-5.
- Ulica snova (Traumgasse). Phantastische Kurzgeschichten. Edition gaar, Wien 2022, ISBN 978-3-7549-7965-5
- Fremd nicht fremd. Theatertexte. Edition Ovidia, Wien 2023, ISBN 978-3-7592-0862-0
- CITTADOR mein CITTADOR! Geflügelte Worte. Projector Edition, Wien 2023, ISBN 979-83-86449-77-3
- Der Weg nach Solareii. Roman. Edition Ovidia, Wien 2024, ISBN 978-3-7592-0738-8

### Film
- 2010: Home Sweet Home. Experimenteller Kurzfilm[14] (Regie und Buch)
- 2011: Zweisprachige Theaterwerkstatt mit Schülern des BORG 3[15] Wien. Videodokumentation (Regie und Buch)
- 2012: Talk to me![16] Experimenteller Kurzfilm (Regie und Buch)
- 2013: Mystic Flow.[17] Musikvideo (Regie, Buch und Kamera)
- 2013: Invocation.[18] Musikvideo (Regie, Buch und Kamera)
- 2013: Signum.[19] Musikvideo (Regie, Buch und Kamera)
- 2015: Die goldene Station.[20] Buchtrailer (Regie, Text und Kamera)
- 2016: Neben mir.[21] Buchtrailer (Regie und Buch)
- 2016: Anatomie einer Absicht.[22] Buchtrailer (Regie und Buch)
- 2016: About My Man.[23] Kurzfilm (Regie, Buch, Schauspielerin)
- 2018: Tea Party.[24] Experimenteller Kurzfilm (Regie, Buch, Kamera und Co-Editor)
- 2022: Wenn die Heidelerche singt.[9] Kinofilm (Regie, Buch, Kamera, Co-Editor, Produktion)

### Szenische Texte
- Tanz mit mir![25] Kurzstück. 2004 (Erstes Lesetheater Wien, Literaturhaus Wien)
- Schneeweibchen und Eisharfner – verdichtetes Picknick am Kunstrasen.[26] Artsession Literatur, Installation und Musik mit Silvia Konrad und Gerhard Hufnagel. 2005 (Galerie am Park, Wien)
- Die Wahl.[27] Kurzstück. 2006 (Konradhaus Koblenz)
- Der Weg des Künstlers.[28] Artsession Literatur, Malerei, Musik mit Sabina Smiljanic und Danilo Wimmer. 2007 (Atelier Smiljanic, Wien)
- Glück auf, Ausländer![29] Monolog. 2008 (Theater Akzent, Wien. Inszenierung Dunja Tot)
- Im Prater.[30] Dramatische Episode fürs Dramencollage Mein Wien. 2009 (Palais Kabelwerk, Wien. Inszenierung Hans Escher)
- Integrationswettbewerb.[31] Schauspiel. 2009 (Volkstheater am Hundsturm, Wien. Inszenierung Joseph Hartmann)
- Flohmarkt in der Fluchtgasse 3.[32] Schauspiel. 2010 (Interkulttheater, Wien. Inszenierung Halina Grasser)
- Šemso.[33] Monolog für zwei Personen. 2013 (Galerie Heinrich, Wien. Inszenierung Ana Bilić)
- Seitensprung.[34] Ein Schauspiel in 18 Situationen. 2019 (Pygmalion Theater, Wien. Inszenierung Ana Bilić)

### Lyrik
- Die goldene Station. Edition Ovidia/Selbstverlag, 2015, ISBN 978-3-7531-0541-3.
- Von Klarheit und anderen Irrtümern. Edition Ovidia/Selbstverlag, 2016, ISBN 978-3753130392.
- O jasnoći i drugim zabludama. Edition gaar/Selbstverlag, 2016, ISBN 978-3754928394.

### Hörspiel
- Von K – eine Liebeserklärung.[35] Kurzhörspiel. 2010/11 (Regie und Buch)
- Die Bekanntschaft.[35] Kurzhörspiel. 2010/11 (Regie und Buch)
- My Man.[35] Kurzhörspiel. 2011 (Regie und Buch)
- Eine Situation des Schlafzimmers.[35] Kurzhörspiel aus dem Bühnenstück Seitensprung – ein Schauspiel in 18 Situationen. 2019 (Text und Regie)

### Lingua
- Ja govorim hrvatski.[36] Lehrwerke und Lesebücher zum Lernen des Kroatischen als Fremdsprache
- Kroatisch leicht.[37] Mini-Romane, Hörbücher und andere Lehrwerke zum Lernen des Kroatischen als Fremdsprache
- Croatian Made Easy.[38] Mini-Romane, Hörbücher und andere Lehrwerke zum Lernen des Kroatisch als Fremdsprache